# Samsung Kies
Samsung Kies es una aplicación de software usada para comunicar entre los distintos dispositivos Samsung. Además, permite casi el total uso del teléfono desde la pc mediante una conexión a internet, en este caso se utiliza la IP asignada al teléfono la cual se emplea como llave para tomar control de las funciones del dispositivo celular. Puede ser descargada desde el centro global de descargas de Samsung o en las páginas de soporte individual de cada teléfono móvil. Es muy similar al programa iTunes de Apple.

## Usos
Éste software puede ser usado para:
- Respaldo de datos
- Transferencia de datos (entre el Computador personal y el dispositivo móvil)
- Administración multimedia
- Características adquiridas
- Actualización de firmware de dispositivos (incluyendo sistema operativo)

## Dispositivos soportados
Esta es una lista de algunos de los dispositivos conocidos actualmente compatibles con el software Samsung Kies:
| - Samsung Wave - Samsung Jet Ultra Edition - Samsung Galaxy Portal - Samsung Omnia Lite - Samsung Galaxy Note - Samsung Omnia Pro B7320 - Samsung Omnia Pro B7330 - Samsung Omnia Pro B7610 - Samsung Omnia II - Samsung Galaxy Spica - Samsung Galaxy 3 - Samsung Galaxy S - Samsung Galaxy SL - Samsung Galaxy S Plus - Samsung Galaxy S Advance GT-i9070 - Samsung Galaxy S II - Samsung Galaxy S III - Samsung Galaxy S III Mini - Samsung Galaxy S 4 - Samsung Galaxy Tab - Samsung Galaxy Ace - Samsung Galaxy Gio - Samsung Galaxy Y - Samsung Galaxy Y Pro | - Samsung Galaxy R - Samsung Champ Camera 3303 - Samsung Champ Deluxe - Samsung i8910HD - Samsung C6625 - Samsung Infuse 4G - Samsung Exhibit 4G - Samsung GALAXY 3 GT-i5801 - Samsung Galaxy Europa GT-i5500 - Samsung Corby Pro GT-B5310 - Samsung Duo GT-B7722 - Samsung Galaxy Mini GT-S5570 - Sidekick 4G - Samsung Galaxy Tab 7.0 Plus - Samsung Galaxy Tab 8.9 - Samsung Galaxy Tab 10.1 - Samsung GT-S5260 - Samsung GT-E2652 - Samsung GT-S5233S - Samsung GT-C3200 - Samsung GT-B5310 - Samsung Galaxy Pro (GT-B7510) - Samsung Hero E2232 |

## Requisitos de Sistema
| OS                                       | CPU                                                    | RAM                   | Espacio Disco Duro                          | Resolución Pantalla            | Software Requido |
| ---------------------------------------- | ------------------------------------------------------ | --------------------- | ------------------------------------------- | ------------------------------ | --- |
| Windows XP SP3, Windows Vista, Windows 7 | Procesador Intel Pentium 1.8 GHz o mayor (recomendado) | 1.00 GB (recomendado) | Mínimo 500 MB                               | 1024 × 768 (600), 32 bit o más | .NET Framework 3.5 SP1 o superior, Windows Media Player 10 o superior, ActiveSync (Windows XP), Device Center (Windows Vista), DirectX 9.0C o superior |
| Mac OS 10.5~ 10.6 (* Samsung Kies mini)  | 1.8 GHz Intel o procesador más rápido                  | 512MB o más           | 30MB de espacio disponible en el disco duro |                                | Wave(GT-S8500) actualización de Firmware está disponible para el Bada 1.2 o superior. Wave II (GT-S8530)                                               |